# Vukanovići
Vukanovići (en cyrillique : Вукановићи) est un village de Bosnie-Herzégovine. Il est situé dans la municipalité de Kakanj, dans le canton de Zenica-Doboj et dans la fédération de Bosnie-et-Herzégovine. Selon les premiers résultats du recensement bosnien de 2013, il compte 248 habitants.

## Démographie

### Évolution historique de la population
| 1948 | 1953 | 1961 | 1971 | 1981 | 1991 | 2013 |
| ---- | ---- | ---- | ---- | ---- | ---- | ---- |
| -    | -    | 400  | 476  | 603  | 642  | 248  |

|  |

### Communauté locale
En 1991, la communauté locale de Vukanovići comptait 962 habitants, répartis de la manière suivante :